# Böhler-Zeichen
Böhler-Zeichen (engl. Böhler’s meniscus sign) sind diagnostische Schmerzzeichen – sogenannte Meniskuszeichen – die bei der Prüfung der Seitenbänder des Kniegelenks durch einen Schmerz-Provokations-Test zum Nachweis von Meniskusschäden entstehen. Namensgebend war der österreichische Chirurg Lorenz Böhler.
Schmerzen bei gestrecktem Kniegelenk und der Adduktion des Unterschenkels weisen auf Schäden des medialen Meniskus (Meniscus medialis) oder des lateralen Seitenbandes hin, Schmerzen bei der Abduktion finden sich bei lateralen Meniskusschäden oder medialen Seitenbandverletzungen.